# Шимон Зюлковський
Шимон Зюлковський (пол. Szymon Jerzy Ziółkowski; нар. 1 липня 1976, Познань, Польща) — польський легкоатлет, що спеціалізується на метанні молота, олімпійський чемпіон 2000 року, чемпіон світу.

## Кар'єра
| Рік                | Змагання                         | Місто                   | Місце              | Примітки           |                    |
| Представник Польща | Представник Польща               | Представник Польща      | Представник Польща | Представник Польща | Представник Польща |
| ------------------ | -------------------------------- | ----------------------- | ------------------ | ------------------ | ------------------ |
| 1994               | Чемпіонат світу серед юніорів    | Лісабон, Португалія     | 1                  | 70.44 м            |                    |
| 1995               | Чемпіонат Європи серед юніорів   | Ньїредьгаза, Угорщина   | 1                  | 75.42 м            |                    |
| 1995               | Чемпіонат світу                  | Гетеборг, Швеція        | 22 (кв.)           | 71.84 м            |                    |
| 1996               | Олімпійські ігри                 | Атланта, США            | 10                 | 76.64 м            |                    |
| 1997               | Чемпіонат Європи серед молоді    | Турку, Фінляндія        | 2                  | 73.68 м            |                    |
| 1998               | Чемпіонат Європи                 | Будапешт, Угорщина      | 5                  | 78.16 м            |                    |
| 1999               | Чемпіонат світу                  | Севілья, Іспанія        | 23 (кв.)           | 74.12 м            |                    |
| 2000               | Олімпійські ігри                 | Сідней, Австралія       | 1                  | 80.02 м            |                    |
| 2001               | Чемпіонат світу                  | Едмонтон, Канада        | 1                  | 83.38 м            |                    |
| 2002               | Чемпіонат Європи                 | Мюнхен, Німеччина       | 15 (кв.)           | 77.17 м            |                    |
| 2004               | Олімпійські ігри                 | Афіни, Греція           | 14 (кв.)           | 76.17 м            |                    |
| 2005               | Чемпіонат світу                  | Гельсінкі, Фінляндія    | 2                  | 79.35 м            |                    |
| 2006               | Чемпіонат Європи                 | Гетеборг, Швеція        | 5                  | 78.97 м            |                    |
| 2006               | Всесвітній легкоатлетичний фінал | Штутгарт, Німеччина     | 7                  | 77.44 м            |                    |
| 2007               | Чемпіонат світу                  | Осака, Японія           | 7                  | 80.09 м            |                    |
| 2007               | Всесвітній легкоатлетичний фінал | Штутгарт, Німеччина     | 8                  | 75.52 м            |                    |
| 2008               | Олімпійські ігри                 | Пекін, Китай            | 7                  | 79.22 м            |                    |
| 2008               | Всесвітній легкоатлетичний фінал | Штутгарт, Німеччина     | 4                  | 75.33 м            |                    |
| 2009               | Чемпіонат світу                  | Берлін, Німеччина       | 2                  | 79.30 м            |                    |
| 2010               | Чемпіонат Європи                 | Барселона, Іспанія      | 5                  | 77.99 м            |                    |
| 2011               | Чемпіонат світу                  | Тегу, Південна Корея    | 7                  | 77.64 м            |                    |
| 2012               | Чемпіонат Європи                 | Гельсінкі, Фінляндія    | 3                  | 76.67 м            |                    |
| 2012               | Олімпійські ігри                 | Лондон, Велика Британія | 7                  | 77.10 м            |                    |
| 2013               | Чемпіонат світу                  | Москва, Росія           | 9                  | 76.84 м            |                    |
| 2014               | Чемпіонат Європи                 | Цюрих, Швейцарія        | 5                  | 78.41 м            |                    |